# Joffre Guerrón
Joffre David Guerrón Méndez (Ambuquí, Imbabura, 28 de abril de 1985) es un exfutbolista ecuatoriano, jugaba en las posiciones de extremo, delantero o centrodelantero y actualmente se encuentra retirado del fútbol. Su último equipo fue Barcelona Sporting Club.
Sería considerado como uno de los grandes talentos que tuvo el fútbol ecuatoriano durante la década de los 2000s y los primeros años de 2010, destacándose principalmente en equipos como Liga Deportiva Universitaria, con quién levantaría la Copa Libertadores en el año 2008 y sería elegido el MVP del torneo. También lo haría a nivel internacional con Tigres UANL, con quien lograría el subcampeonato de la Copa Libertadores en 2015 y nuevamente sería elegido como MVP. Apodado como dinamita, se caracterizaba por su explosividad y rapidez en el terreno de juego. 
Con la Selección de Ecuador disputó las Eliminatorias rumbo a Sudáfrica 2010 y las Eliminatorias rumbo a Brasil 2014, disputando un total de 22 partidos con Ecuador. Es hermano del exfutbolista Raúl Guerrón.

## Trayectoria
Guerrón hizo su debut futbolístico en Aucas, cuando contaba con 16 años de edad, bajo la dirección técnica de Salvador Ragusa.
En 2004, abandonó sin autorización el Aucas aduciendo que el club no cumplía sus expectativas deportivas ni económicas, y viajó a Argentina para probar suerte en el equipo argentino Boca Juniors como jugador de reserva en las categorías inferiores, pero nunca tuvo la oportunidad de debutar.

### Liga de Quito
En el año 2005, regresó al Ecuador, y fue contratado en la Liga de Quito, que en esa época tenía como entrenador al peruano Juan Carlos Oblitas. En el 2006, el equipo Liga de Quito, eligió como nuevo entrenador a Edgardo Bauza. Con la dirección de Bauza, en el año 2007, Guerrón fue parte del equipo de Liga de Quito que conquistó el campeonato nacional. En el partido final de la Copa Santander libertadores 2008, Guerrón anotó uno de los goles en la definición por penales sobre el club de fútbol brasileño Fluminense, logrando un 3-1 y convirtiendo por primera vez al equipo de Liga de Quito en campeón de la competencia.

### Getafe
En julio del 2008, fue transferido al club de fútbol español Getafe, por un total de 4.500.000 dólares, durante un período de cuatro años.

### Cruzeiro
Después de un decepcionante paso por el fútbol español, en el 2009 Guerrón fue cedido por un año al equipo brasileño Cruzeiro, el cual pagó 1,5 millones de euros por el préstamo.

### Atlético Paranaense
Entre 2010 y 2012 Guerrón jugó para el Atlético Paranaense. A finales del 2011 desciende con este club

### Beijing Guoan
En 2012 es transferido al Beijing Guoan de la Super Liga China.

### Tigres UANL
En julio de 2014 se hace oficial su traspaso por tres años a los Tigres UANL de la Liga Bancomer MX por la suma cercana a 1.000.000 euros. En sus primeros partidos rápidamente se mostró comprometido con el equipo, incluso marcó en su debut en Copa MX, aparece en momentos importantes como en su primer clásico contra Monterrey y anota un gol que le dio la ventaja en el partido de ida de la final del Apertura 2014 frente al Club América. En el Apertura 2015 fue campeón con Tigres contra Los Pumas de la UNAM en penales después de un empate a 4 en el global, sin embargo por temas extradeportivos fue perdiendo espacio en el equipo hasta el punto de dejar de ser titular en varios partidos con los Tigres.

### Cruz Azul
El 16 de diciembre de 2015, se confirma durante el draft del fútbol mexicano, su llegada al club de cruz azul con un contrato de 2 años a compra definitiva, Su paso por Cruz Azul fue discreto y marcado por una notable irregularidad. Aunque mostró momentos de calidad, su rendimiento general no cumplió con las expectativas generadas por su nombre y experiencia.

### Pumas UNAM
Después de  en Cruz Azul, el 7 de junio de 2017 se hace oficial su traspaso al club Universidad Nacional de México, con un contrato de 2 años con opción a renovar otro más . Sin embargo no logra tener una buena temporada con el club por lo que es vendido al equipo ecuatoriano Barcelona Sporting Club.

### Barcelona SC
El 27 de junio del 2018 se anuncia su fichaje por el Barcelona Sporting Club, para afrontar la segunda etapa del Campeonato Ecuatoriano de Fútbol 2018.

## Polémicas

#### Problemas con la selección
Debido al gran rendimiento de Joffre Guerrón con Liga de Quito en la campaña de la libertadores del 2008, fue convocado en repetidas ocasiones por los entrenadores Luis Fernando Suárez, Sixto Vizuete y Reinaldo Rueda para las eliminatorias rumbo a los mundiales de Sudáfrica 2010 y Brasil 2014. Sin embargo, su desempeño en dichos partidos fue demasiado irregular, lo que generó críticas de la afición y del periodismo deportivo, además esto llevó a que fuera excluido de los torneos como la Copa América 2011, el Mundial Brasil 2014 y la Copa América 2015.
Estas actuaciones provocaron una fuerte discordia en el medio del jugador, según declaraciones de los cuerpos técnicos, Guerrón no mostraba compromiso con la selección, una evidente falta de condición física en su nivel futbolístico y presentaba una conducta poco profesional en el camerino. por su parte, el jugador respondió con duras críticas hacia los entrenadores, el entonces presidente de la FEF, Luis Chiriboga, y algunos compañeros de equipo, acusándolos de falta de compañerismo, irrespetó mutuo y de difundir información falsa en su contra.

#### Hackeado en Redes Sociales
Joffre Guerrón es un jugador que está constantemente utilizando las redes sociales para tener una conexión con sus fans, es por eso que antes de un partido siempre deja unos cuantos mensajes dirigidos a los aficionados, iniciando el 2015 el ecuatoriano reportó haber perdido acceso a su red por medio de su nueva cuenta @joffreguerron8 su anterior Twitter ya contaba con más de 60,000 seguidores.

#### Discusión con Guido Pizarro en un partido[14]
En pleno partido de Octavos de final por la Copa Libertadores vs Universitario de Sucre se puede apreciar un conato de broca contra su compañero Guido Pizarro lo cual provocó que mucha afición se le volcara ya que es poco vistoso ver este tipo de actos con alguien de su mismo equipo. muchos periodistas mencionan que este fue el principio por lo cual  Tuca dejó de alinearlo.

#### Renuncia a Tigres UANL vía Twitter[15]
Participó en un escándalo a través de la red social Twitter donde hizo publicó su malestar al no ser considerado dentro del cuadro titular de los Tigres de la UANL. Hecho que se volvería viral en la prensa nacional e internacional. Esto, después de un partido contra Chivas en la jornada 3 correspondiente al Apertura 2015. Al respecto comentó: "Trabajar día a día dando todo para no ser tomando en cuenta para el partido lo mejor nuevos rumbos ante todo gracias."  y posteriormente sentencio "La mejor manera de entenderse es hablando y hay personas que ni eso pueden hacer, pero esto es fútbol y esto ya lo he pasado, pero muy dolido." 

#### Discusión con Gustavo Quinteros[17]
Tras la eliminación de su equipo Cruz Azul de la Copa Libertadores 2016, expresó su descontento por no haber sido convocado por el técnico Gustavo Quinteros para la Copa América Centenario de ese año. Criticó la decisión del entrenador, señalando que había ignorado su desempeño en el fútbol mexicano, del mismo modo sentenció las palabras de Quinteros de convocar a jugadores que estén comprometidos con el país y que no sean conflictivos. Además, arremetió contra sus compañeros Enner Valencia, Ángel Mena, Fidel Martínez y Miler Bolaños.

## Selección nacional
Una vez iniciado el torneo 2007, a pesar de una campaña irregular, Joffre Guerrón bajo la dirección de Edgardo Bauza logró consolidarse como parte esencial de la plantilla de Liga de Quito. Su desempeño lo llevó a ser considerado por la selección ecuatoriana, integrando la convocatoria preliminar para la Copa América 2007, aunque finalmente no formó parte del torneo. Su participación internacional comenzaría bajo el mando de Luis Fernando Suárez en los amistosos frente a El Salvador y Bolivia. Posteriormente, formó parte de los primeros partidos de las eliminatorias rumbo a Sudáfrica 2010, en la doble derrota contra Venezuela y Brasil.
En 2008, ya con Sixto Vizuete al frente, Guerrón fue convocado regularmente durante las eliminatorias, impulsado por su destacada actuación en la Copa Libertadores. No obstante, su rendimiento dentro del campo fue irregular, lo que derivó en críticas por parte de la prensa y la afición. Estuvo presente en el amistoso ante México y, en el reinicio de las eliminatorias en 2009, participó en los encuentros contra Brasil, Paraguay, Perú y Argentina, enfrentando nuevamente cuestionamientos por su nivel. Su paso incierto por Getafe y Cruzeiro influyó en que fuera excluido de las últimas jornadas clasificatorias.
Tras el fracaso de la selección en su intento por clasificar al Mundial de Sudáfrica 2010, el equipo nacional afrontó una serie de amistosos en 2010. Debido a su rendimiento discreto en Cruzeiro y Atlético Paranaense, Guerrón solo participó en los partidos frente a Colombia y Polonia. Esta situación lo dejó fuera de los amistosos previos dirigidos por Reinaldo Rueda, así como de la Copa América 2011 y del torneo oficial. En ese mismo año, integró la convocatoria para los encuentros clasificatorios rumbo a Brasil 2014 frente a Venezuela y Perú, aunque apenas disputó los minutos finales. Su posterior paso por Atlético Paranaense y Beijing Guoan provocó su ausencia tanto en los amistosos como en los partidos de eliminatorias de 2012. Regresaría a la selección en las últimas fechas, jugando frente a Colombia y Bolivia, donde nuevamente solo ingresó en los tramos finales.
Su trayectoria en la selección generó una creciente tensión con el cuerpo técnico y el periodismo deportivo. Guerrón afirmó que su bajo rendimiento era consecuencia de una "trinca" institucional conformada por el presidente de la federación, Luis Chiriboga, algunos compañeros y la desconfianza del entrenador, que condicionaban su permanencia en el equipo. Por su parte, la dirigencia y el cuerpo técnico señalaron que no mostraba un compromiso auténtico con la selección, criticando su estado físico y calificando su conducta como antideportiva. El conflicto alcanzó nuevas dimensiones cuando no fue convocado para el Mundial de Brasil 2014, los amistosos de preparación, la Copa América 2015, las eliminatorias rumbo a Rusia 2018 y la Copa América Centenario.
Guerrón respondió con nuevas acusaciones hacia la federación, los técnicos Sixto Vizuete y Gustavo Quinteros, así como hacia sus compañeros, denunciando que ignoraban su trayectoria en Liga de Quito y Tigres, y que además de acusar de difundir difamaciones en su contra. Desde el cuerpo técnico se reiteró que su presencia era perjudicial para el ambiente del camerino.Finalmente, tras su paso por Tigres, Cruz Azul y Pumas, no volvió a ser parte de la selección nacional.

### Eliminatorias mundialistas
| Torneo            | Sede            | Resultado    | Partidos | Goles |
| ----------------- | --------------- | ------------ | -------- | ----- |
| Eliminatoria 2010 | América del Sur | No Clasificó | 12       | 0     |
| Eliminatoria 2014 | América del Sur | Clasificado  | 4        | 0     |

### Partidos internacionales
Actualizado al último partido jugado el 10 de noviembre de 2016.
| \| N.° \| Fecha \| Ciudad \| Rival \| Resultado \| Resultado \| Competencia \| \| --- \| ------------------------ \| -------------- \| ----------- \| --------- \| --------- \| --------------------------------------- \| \| 1. \| 22 de agosto de 2007 \| Quito \| Bolivia \| 1-0 \| Victoria \| Amistoso \| \| 2. \| 8 de septiembre de 2007 \| Quito \| El Salvador \| 5-1 \| Victoria \| Amistoso \| \| 3. \| 13 de octubre de 2007 \| Quito \| Venezuela \| 0-1 \| Derrota \| Eliminatorias al Mundial Sudáfrica 2010 \| \| 4. \| 17 de octubre de 2007 \| Río de Janeiro \| Brasil \| 0-5 \| Derrota \| Eliminatorias al Mundial Sudáfrica 2010 \| \| 5. \| 15 de junio de 2008 \| Buenos Aires \| Argentina \| 1-1 \| Empate \| Eliminatorias al Mundial Sudáfrica 2010 \| \| 6. \| 18 de junio de 2008 \| Quito \| Colombia \| 0-0 \| Empate \| Eliminatorias al Mundial Sudáfrica 2010 \| \| 7. \| 6 de septiembre de 2008 \| Quito \| Bolivia \| 3-1 \| Victoria \| Eliminatorias al Mundial Sudáfrica 2010 \| \| 8. \| 10 de septiembre de 2008 \| Montevideo \| Uruguay \| 0-0 \| Empate \| Eliminatorias al Mundial Sudáfrica 2010 \| \| 9. \| 12 de octubre de 2008 \| Quito \| Chile \| 1-0 \| Victoria \| Eliminatorias al Mundial Sudáfrica 2010 \| \| 10. \| 15 de octubre de 2008 \| Puerto La Cruz \| Venezuela \| 1-3 \| Derrota \| Eliminatorias al Mundial Sudáfrica 2010 \| \| 11. \| 12 de noviembre de 2008 \| Phoenix \| México \| 1-2 \| Derrota \| Amistoso \| \| 12. \| 29 de marzo de 2009 \| Quito \| Brasil \| 1-1 \| Empate \| Eliminatorias al Mundial Sudáfrica 2010 \| \| 13. \| 1 de abril de 2009 \| Quito \| Paraguay \| 1-1 \| Empate \| Eliminatorias al Mundial Sudáfrica 2010 \| \| 14. \| 7 de junio de 2009 \| Lima \| Perú \| 2-1 \| Victoria \| Eliminatorias al Mundial Sudáfrica 2010 \| \| 15. \| 10 de junio de 2009 \| Quito \| Argentina \| 2-0 \| Victoria \| Eliminatorias al Mundial Sudáfrica 2010 \| \| 16. \| 8 de octubre de 2010 \| Nueva York \| Colombia \| 0-1 \| Derrota \| Amistoso \| \| 18. \| 12 de octubre de 2010 \| Montreal \| Polonia \| 2-2 \| Empate \| Amistoso \| \| 19. \| 7 de octubre de 2011 \| Quito \| Venezuela \| 2-0 \| Victoria \| Eliminatorias al Mundial Brasil 2014 \| \| 20. \| 15 de noviembre de 2011 \| Quito \| Perú \| 2-0 \| Victoria \| Eliminatorias al Mundial Brasil 2014 \| \| 21. \| 6 de septiembre de 2013 \| Barranquilla \| Colombia \| 0-1 \| Derrota \| Eliminatorias al Mundial Brasil 2014 \| \| 22. \| 10 de septiembre de 2013 \| La Paz \| Bolivia \| 1-1 \| Empate \| Eliminatorias al Mundial Brasil 2014 \| |                          |                |             |           |           |                                         |
| N.° | Fecha                    | Ciudad         | Rival       | Resultado | Resultado | Competencia                             |
| 1. | 22 de agosto de 2007     | Quito          | Bolivia     | 1-0       | Victoria  | Amistoso                                |
| 2. | 8 de septiembre de 2007  | Quito          | El Salvador | 5-1       | Victoria  | Amistoso                                |
| 3. | 13 de octubre de 2007    | Quito          | Venezuela   | 0-1       | Derrota   | Eliminatorias al Mundial Sudáfrica 2010 |
| 4. | 17 de octubre de 2007    | Río de Janeiro | Brasil      | 0-5       | Derrota   | Eliminatorias al Mundial Sudáfrica 2010 |
| 5. | 15 de junio de 2008      | Buenos Aires   | Argentina   | 1-1       | Empate    | Eliminatorias al Mundial Sudáfrica 2010 |
| 6. | 18 de junio de 2008      | Quito          | Colombia    | 0-0       | Empate    | Eliminatorias al Mundial Sudáfrica 2010 |
| 7. | 6 de septiembre de 2008  | Quito          | Bolivia     | 3-1       | Victoria  | Eliminatorias al Mundial Sudáfrica 2010 |
| 8. | 10 de septiembre de 2008 | Montevideo     | Uruguay     | 0-0       | Empate    | Eliminatorias al Mundial Sudáfrica 2010 |
| 9. | 12 de octubre de 2008    | Quito          | Chile       | 1-0       | Victoria  | Eliminatorias al Mundial Sudáfrica 2010 |
| 10. | 15 de octubre de 2008    | Puerto La Cruz | Venezuela   | 1-3       | Derrota   | Eliminatorias al Mundial Sudáfrica 2010 |
| 11. | 12 de noviembre de 2008  | Phoenix        | México      | 1-2       | Derrota   | Amistoso                                |
| 12. | 29 de marzo de 2009      | Quito          | Brasil      | 1-1       | Empate    | Eliminatorias al Mundial Sudáfrica 2010 |
| 13. | 1 de abril de 2009       | Quito          | Paraguay    | 1-1       | Empate    | Eliminatorias al Mundial Sudáfrica 2010 |
| 14. | 7 de junio de 2009       | Lima           | Perú        | 2-1       | Victoria  | Eliminatorias al Mundial Sudáfrica 2010 |
| 15. | 10 de junio de 2009      | Quito          | Argentina   | 2-0       | Victoria  | Eliminatorias al Mundial Sudáfrica 2010 |
| 16. | 8 de octubre de 2010     | Nueva York     | Colombia    | 0-1       | Derrota   | Amistoso                                |
| 18. | 12 de octubre de 2010    | Montreal       | Polonia     | 2-2       | Empate    | Amistoso                                |
| 19. | 7 de octubre de 2011     | Quito          | Venezuela   | 2-0       | Victoria  | Eliminatorias al Mundial Brasil 2014    |
| 20. | 15 de noviembre de 2011  | Quito          | Perú        | 2-0       | Victoria  | Eliminatorias al Mundial Brasil 2014    |
| 21. | 6 de septiembre de 2013  | Barranquilla   | Colombia    | 0-1       | Derrota   | Eliminatorias al Mundial Brasil 2014    |
| 22. | 10 de septiembre de 2013 | La Paz         | Bolivia     | 1-1       | Empate    | Eliminatorias al Mundial Brasil 2014    |

## Clubes
| Club                   | País    | Año         | Part. | Goles | Asist. | Promedio |
| ---------------------- | ------- | ----------- | ----- | ----- | ------ | -------- |
| Aucas                  | Ecuador | 2001 - 2004 | 33    | 5     | ?      | 0,15     |
| Liga de Quito (cedido) | Ecuador | 2006 - 2008 | 89    | 14    | 6      | 0,22     |
| Getafe                 | España  | 2008 - 2009 | 16    | 1     | 2      | 0,18     |
| Cruzeiro (cedido)      | Brasil  | 2009 - 2010 | 22    | 4     | 2      | 0,27     |
| Atlético Paranaense    | Brasil  | 2010 - 2012 | 43    | 8     | 5      | 0,30     |
| Beijing Guoan          | China   | 2012 - 2014 | 63    | 23    | 10     | 0,52     |
| Tigres UANL            | México  | 2014 - 2015 | 66    | 18    | 8      | 0,39     |
| Cruz Azul              | México  | 2016 - 2017 | 30    | 8     | 6      | 0,46     |
| Pumas UNAM             | México  | 2017 - 2018 | 13    | 1     | 1      | 0,15     |
| Barcelona (cedido)     | Ecuador | 2018        | 6     | 0     | 1      | 0,16     |
| Total                  |         | 2001 - 2018 | 381   | 82    | 41     | 0,28     |

## Palmarés

### Campeonatos nacionales
| Título  | Club          | País    | Año  |
| ------- | ------------- | ------- | ---- |
| Serie A | Liga de Quito | Ecuador | 2007 |
| Liga MX | Tigres UANL   | México  | 2015 |

### Copas internacionales
| Título            | Club          | Sede           | Año  |
| ----------------- | ------------- | -------------- | ---- |
| Copa Libertadores | Liga de Quito | Río de Janeiro | 2008 |

### Distinciones individuales
| Premio                                | Año  |
| ------------------------------------- | ---- |
| Mejor Jugador de la Copa Libertadores | 2008 |
| Mejor Jugador de la Copa Libertadores | 2015 |